# Nördliches Höllhorn
Das Nördliche Höllhorn ist ein 2145 m ü. NHN hoher Nebengipfel des Kleinen Wilden in den Allgäuer Alpen. Er liegt nördlich des Südlichen Höllhorns und wird vom nördlich liegenden Kleinen Wilden durch einen flachen Sattel getrennt.
Zusammen mit dem Südlichen Höllhorn nennt man die beiden Felszacken oft auch Höllhörner. Von gewissen Standpunkten wie beispielsweise dem Alpelsattel sehen die beiden Gipfel zwei gekrümmten Hörnern sehr ähnlich.
Auf das Nördliche Höllhorn führt kein markierter Weg. Der leichteste Anstieg kommt von der Wildenscharte und quert unterhalb der Ostwand des Kleinen Wildens nach Norden und führt dann über die Nordseite auf den Gipfel. Auch dieser Weg erfordert bereits Bergerfahrung und Orientierungssinn.
Die unmittelbar am Sattel zwischen Südlichem und Nördlichem Höllhorn aufragende Südwand stellt trotz ihrer Kürze von 1½ Seillängen eine nette Klettertour dar und wird gern im Anschluss an eine Begehung des Südgrats des Südlichen Höllhorns begangen.

## Anstiege
Normalweg
- Schwierigkeit: II
- Zeitaufwand: 1 Stunde
- Ausgangspunkt: Wildenscharte
- Erstersteiger: unbekannt

Südwand
- Schwierigkeit: IV-
- Zeitaufwand: 1/2 Stunde
- Ausgangspunkt: Scharte zwischen den beiden Höllhörnern
- Erstersteiger: unbekannt

## Bilder

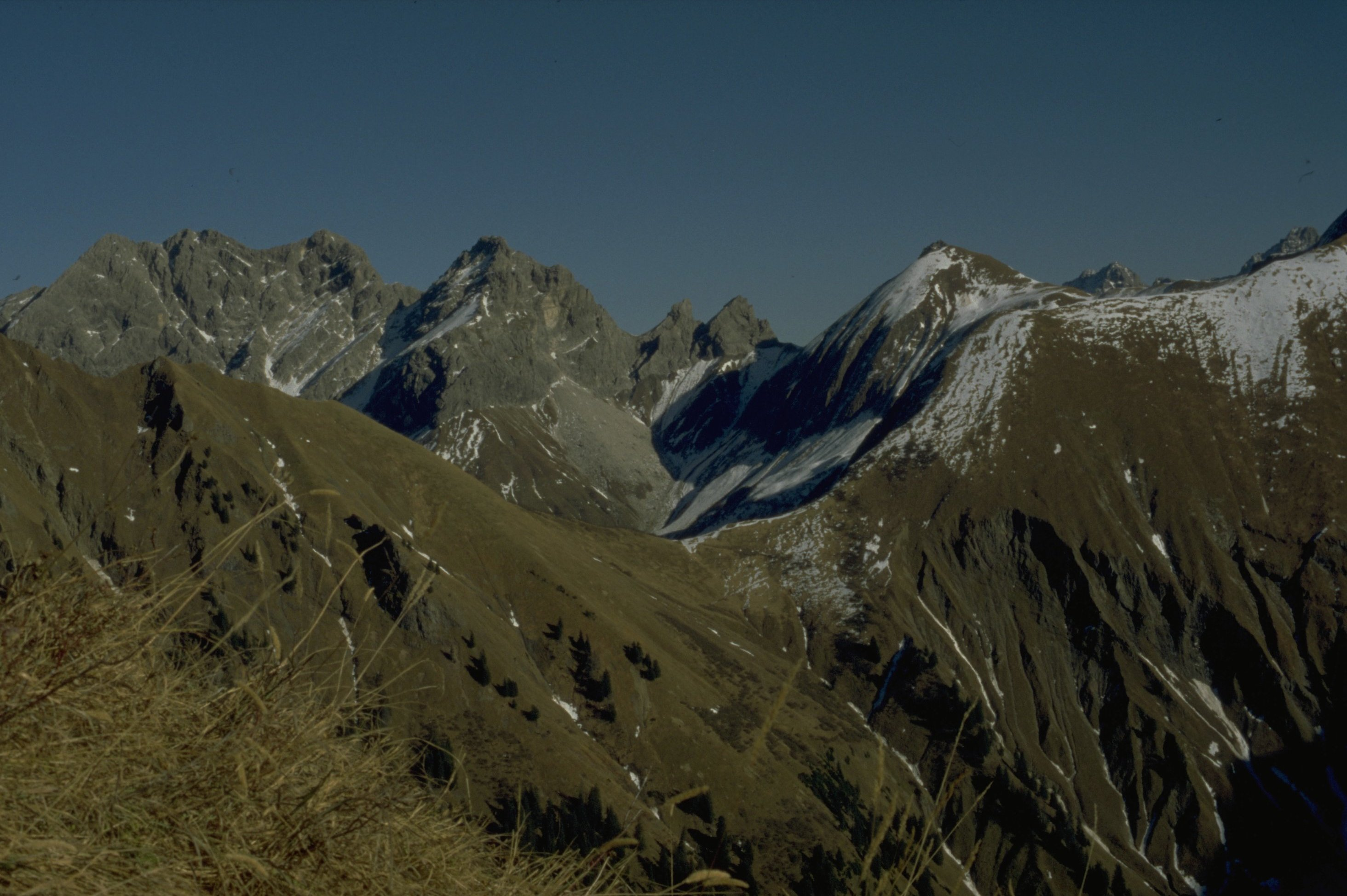
Von links: Großer Wilder, Kleiner Wilder, Nördliches, Südliches Höllhorn und Jochspitze vom Kegelkopf
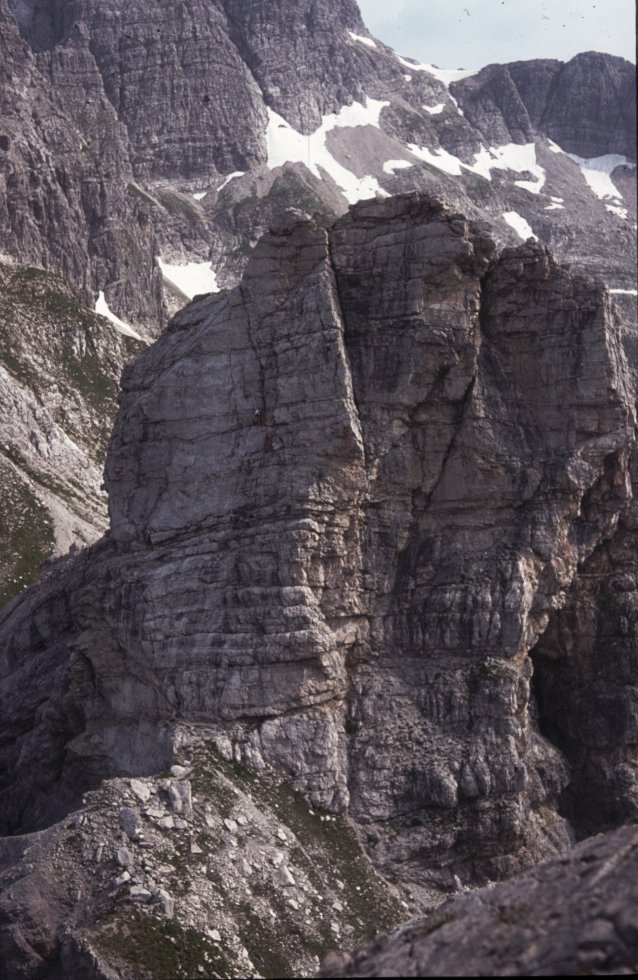
Südwand des Nördlichen Höllhorns vom Gipfel des Südlichen Höllhorns
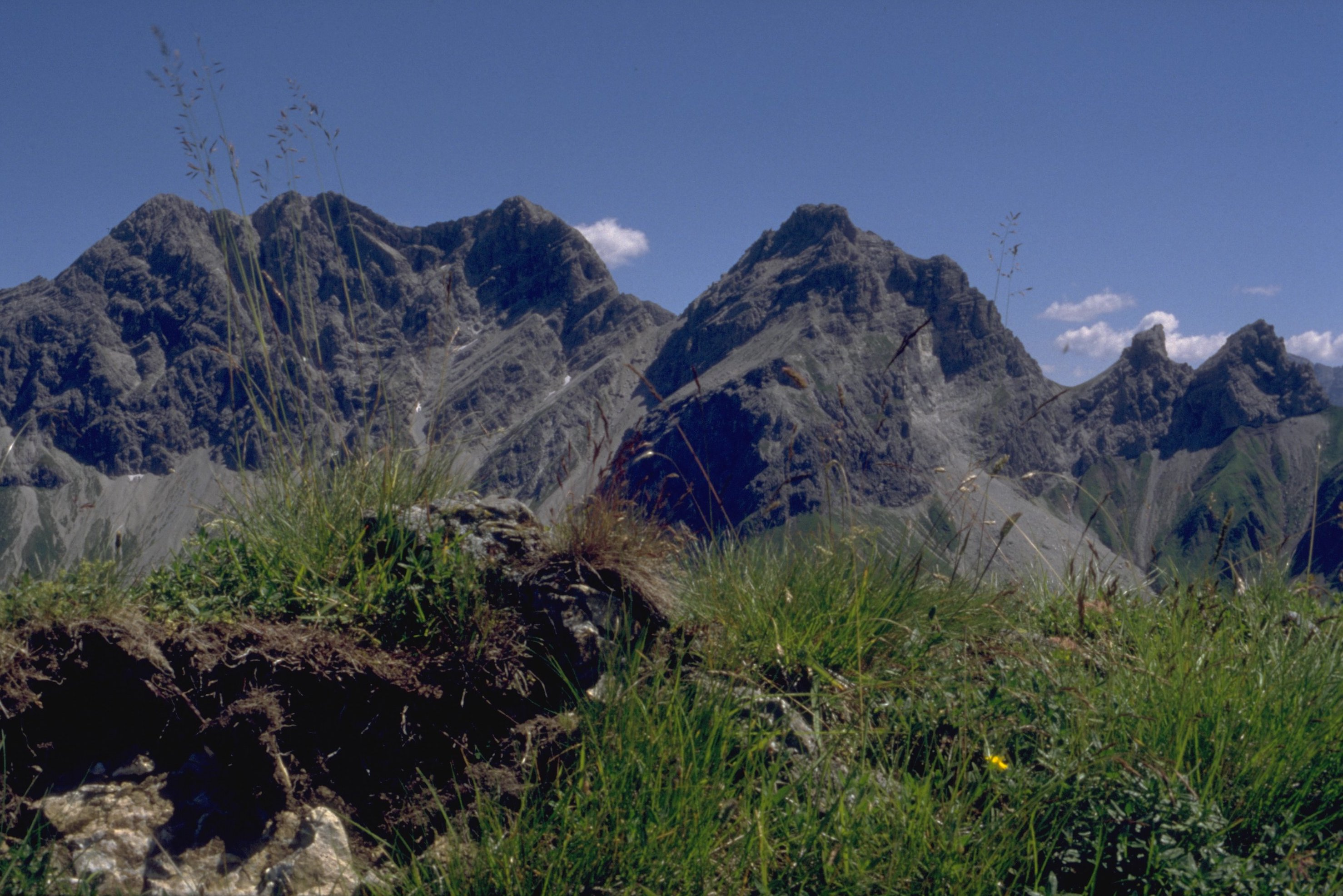
Großer Wilder, Kleiner Wilder, Nördliches und Südliches Höllhorn vom Südsüdostgrat des Höfats-Ostgipfels